# Tracey Snelling
Tracey Snelling (* 1970 in Oakland) ist eine amerikanische, zeitgenössische Multimedia-Künstlerin.

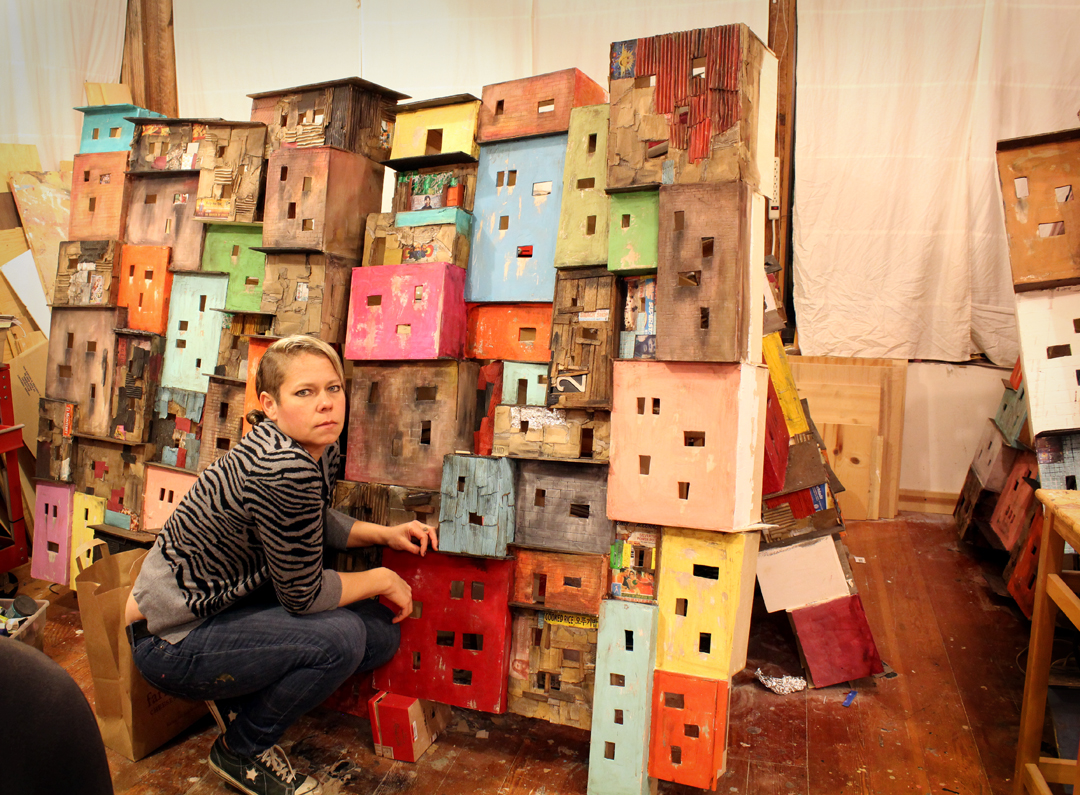
Tracey Snelling (2015)

## Werdegang
Während Snelling in Nordkalifornien Fotografiekurse besuchte, fand sie Zugang zu alternativen fotografischen Prozessen und den Arbeiten zeitgenössischer Künstlern. Dort begann sie erstmals selbst mit der Fotografie zu experimentieren. Danach verbrachte sie einige Jahre damit, für die California Conservation Corps, eine Initiative für den Umwelt- und Feuerschutz, zu arbeiten, um danach bildende Kunst an der University of New Mexico zu studieren. Um sich ihr Studium finanzieren zu können, arbeitete sie währenddessen als Feuerwehrfrau beim U.S. Forest Service.
Nach ihrem Studium war sie in erster Linie als Künstlerin tätig und arbeitete mit den Medien Fotografie und Collage, mit denen sie sehr experimentell umging. So kamen beispielsweise Mischtechniken zum Einsatz, wie das Übermalen von Alltagsbildern und -fotografien oder das Einbeziehen von Negativen, um eine surreale Stimmung zu erzeugen. Ihre Foto-Collage 1881 Chestnut Street, eine erweiterte 2D-Darstellung eines New Yorker Sandsteinhauses, welches aus Schnipseln eines LIFE-Magazins der 1940er Jahre zusammengesetzt ist, inspirierte sie zu ihrer ersten Serie der Gebäudetyp-Skulpturen.
Snelling hat international in Galerien, Museen und Institutionen ausgestellt. Dazu gehören die Königlichen Museen der Schönen Künste, Belgien, der Königliche Palast, Mailand, das Museum of Arts and Design, New York (MAD), die Kunstmuseen Krefeld, das Miguel Urrutia Art Museum (MAMU), Bogota, und das Stenersen-Museum, Oslo.
Ihre Filme wurden unter anderem im Rahmen des San Francisco International Film Festival, auf dem Thessaloniki International Film Festival, auf dem Circuito Off, Venedig und dem Arquiteturas Film Festival Lisboa in Portugal gezeigt.
Snelling lebt und arbeitet in Oakland, Kalifornien und Berlin.

## Werke
Die Werke von Snelling mit Skulptur, Installation, Video und Fotografie sind inspiriert von Themen der Soziologie, Voyeurismus und sowohl grafischen als auch architektonischen Standorten. In ihren Werken kommt zum Ausdruck, welche Erfahrungen Menschen an den verschiedensten Orten machen.
- Im Jahre 2005 entstand El Mirador, eine kleinformatige Plastik eines Abode Hotels mit sechs Fenstern. Hinter dem Werk zeigte ein DVD-Player eine Montage von Filmszenen, welche zusammengeschnitten den Eindruck erweckten, miteinander zu interagieren. Das Original El Mirador war etwa 51 cm hoch, doch für eine Einzelausstellung in London[7] entwickelte Snelling eine fast zwei Meter hohe Version des Werkes mit dem Titel Big El Mirador. Zu sehen war das Werk außerdem beim Sundance Film Festival und Oakland Underground Film Festival.[3][8] Als El Mirador während Art Basel 2006 ausgestellt war, schrieb die Miami New Times, Snellings Arbeiten verströmten eine surreale Aura, die mit einer ergreifenden Unglückseligkeit getränkt sei. Sie spielte mit dem Verlangen des Betrachters, sich in das Gefühlsleben eines Fremden einzumischen, als ob Snelling versuche, Menschen davon abzuschrecken, sich Anderen oder unvollkommenen Dingen hinzugeben.[5]
- 2007 wurden Snellings Modelle unter dem Titel „Dulces“ in London ausgestellt.[9]
- Snelling, die in ihren Videoarbeiten ursprünglich auf Found Footage zurückgriff, verwendete im Jahr 2008 originale Videoaufnahmen in der großformatigen Installation Woman on the Run, welche von der Kaufhauskette Selfridges beauftragt wurde. In dieser Installation erschien die Künstlerin selbst und trat mit einigen Freunden als Charaktere auf. In gemeinsamer Arbeit mit ihrem Co-Produzenten Idan Levin fügte sie außerdem zu jeder weiteren Ausstellung neue Elemente hinzu. Auf die Erstausstellung in London folgten fünf weitere Ausstellungen in verschiedenen Museen in den Vereinigten Staaten.[2]
- Im Jahr 2013 erschien ihr Werkzyklus Mystery Hour. Die Werke umfassen großformatige Poster und aufwändig gestaltete architektonische Modelle; Artforum vergleicht diese mit archetypischen Welten aus Filmen des Middle- und Lowbrow-Genres und imaginären B-Movies, deren Prämissen sowohl furchtbar als auch verlockend lächerlich sind.
- In der Videoarbeit The Stranger, ein fast fünfminütiger Film aus dem Jahr 2015, arbeitete sie ein weiteres Mal mit Levin zusammen. In dem Film, der sich mit den Phänomenen der Zugehörigkeit und Identität auseinandersetzt, werden zwei Gedichte rezitiert, von denen eines in englischer und spanischer und das andere in hebräischer und arabischer Sprache vorgetragen wird, welche jeweils mit gegenüberliegenden Untertiteln begleitet werden.
- Ihre Multimedia-Installation One Thousand Shacks (2016) behandelt außerdem die unterschiedlichen, prekären Verhältnisse von Menschen in extremer Armut. Die Wände der Miniaturhütten messen 4,9 × 3 m und wurden unter anderem aus Fotografien, Draht, Holz und ähnlichen Materialien gefertigt. Die einzelnen Hütten sollen stellvertretend für die Menschen stehen, die in qualvollen Lebensumständen leben, dargestellt nicht als hilflose Opfer, sondern vielmehr als kühne und hoffnungsvolle Mitglieder der Gesellschaft.
- Eine Variation von One Thousand Shacks war außerdem Teil der Ausstellung Naked City in der Galerie Krupic Kersting in Köln und wurde unter dem Titel Tenement Rising ausgestellt. Diese Ausstellung fand Ende 2016 statt.[10][11]
- Snellings Criminal City, eine Auftragsarbeit für das Historische Museum Frankfurt, wurde im Herbst 2017 eröffnet. In diesem Projekt setzte sich die Künstlerin mit dem kriminellen Image der Stadt Frankfurt auseinander und präsentierte ihre Arbeiten als eine von acht Eigenschaften Frankfurts auf der Museumsscheibe.[12] Thematisiert wurden Rotlichtviertel und die Polizei im Einsatz, die Detektiv-Tudor-Werbung und außerdem das Café Hauptwache, die als Ensemble einen „Eindruck der Verruchtheit“ erweckten.[12] Vom 1. Juli 2017 bis 30. April 2018 war Tracey Snelling außerdem Stipendiatin im Künstlerhaus Bethanien in Berlin.[13]

## Preise und Auszeichnungen
- 2015: Painters & Sculptors Grant der Joan Mitchell Foundation[14]